# Klasztor Pantokratora
Klasztor Pantokratora (grec. Μονή Παντοκράτορος) – jeden z klasztorów na Górze Athos. Położony jest we wschodniej części półwyspu i jest poświęcony Przemienieniu Pańskiemu. Zajmuje siódme z dwudziestu miejsc w atoskiej hierarchii. Klasztor założony został najprawdopodobniej w 1363 przez stratopedarchesa Aleksego i primiceriusa Jana. 
Po upadku cesarstwa bizantyjskiego klasztor był wspierany finansowo przez władców Europy Wschodniej. Dwa niszczycielskie pożary miały miejsce w 1773 i 1948. Katolikon klasztoru jest niewielki z powodu braku miejsca. Jest zbudowany w stylu kościołów Athonitów z jedną niewielką nieregularnością, to znaczy odległość między chórami kantorów i świątyni jest niezwykle duża. W świątyni znajdują się malowidła ścienne artystów ze Szkoły Macedońskiej, a niektóre części zostały przywrócone w 1854. Oprócz katolikonu w klasztorze znajduje się osiem kaplic. Najbardziej imponująca, poświęcona Zaśnięciu Matki Boskiej, znajduje się w katolikonie na lewo od eso-narthex. Refektarz jest wbudowany w zachodnie skrzydło murów klasztoru. Biblioteka klasztoru przechowuje około 350 rękopisów, 2 zwoje liturgiczne i około 3500 drukowanych ksiąg. Dokumenty klasztorne pisane są w języku greckim i tureckim, a jeden z dokumentów nawet w wołoskim. Większość dokumentów pochodzi z XVII wieku. W ostatnich latach z biblioteki skradziono kilka kodeksów. Wśród skarbów klasztoru najbardziej znaczący jest fragment Prawdziwego Krzyża.
W 1990 był zamieszkany przez 66 mnichów. W klasztorze mieszka dziś około 15 mnichów.